# Xã Falls, Quận Chase, Kansas
Xã Falls (tiếng Anh: Falls Township) là một xã thuộc quận Chase, tiểu bang Kansas, Hoa Kỳ. Năm 2010, dân số của xã này là 1.126 người.